# Murat Rais den äldre
Murat Rais var en kapare i Barbareskstaternas tjänst, enligt osäkra uppgifter född 1535 (eventuellt 1529) på Rhodos (då del av Osmanska riket), som ung kidnappad 1546 av sjörövaren Kari Ali Rais. Han konverterade sedan till islam och anslöt sig till barbareskstaternas kapare under namnet Murat, med tillnamnet Rais, "befälhavare". Murat fick 1574 titeln kapten över havet av bejen i Alger, en titel som erkändes av sultanen 20 år senare.
Efter Karis död 1565 blev Murat omstridd ledare för kaparna. Under 1570-talet blev han känd för att ha attackerat spanska och italienska fartyg, samt ett av påvens flaggskepp, och rövat bort spanske vicekungen vid en kapning. 
Murat ska ha omkommit vid en belägring av nuvarande staden Vlora i södra Albanien 1598.